# Жанр
Жанр (от френски: genre – „род“) е разновидността, към която спада определен текст, музикално произведение, филм или друго творчество (употребява се в много общ смисъл) по силата на своите характерни черти. Всеки жанр се отличава с такива и по тях между спадащите към него конкретни изяви на литературата, журналистиката, киното и други.
Като терминология жанр, въпреки етимологическото значение род, най-често замества своеобразно подродово деление, без необходимост от уточняване дали това означава стил, подстил, смесен стил (в музиката), или тип музикалносценично произведение, спектакъл или филм (в музикалносценичните приоизведения, театър и кино) или вид текстово, литературно, художествено, публицистично или научно произведение (в литературата, журналистиката, публичната и научна реч и писменост).

## В литературата
Трите основни рода в художествената литература са лирика, епос и драма. Те обаче също могат да се поделят на сектори с общи характеристики, които могат да се наричат жанрове.
В българската културна традиция литературните произведения по-рядко се обозначават като жанрове, а видове, като обединенията от различни сходни по сюжет, стилистика или тематичен обхват творби най-често биват групирани в типове. Тази класификация не е генерализирана, но се използва като общоприет и наложен исторически възглед в съвременното литературознание. Това донякъде се разминава, с представите на специалисти, занимаващи се с таксономия, за които тип е надродов ред от класификацираща йерархия.
Прието е за литературни жанрове да се говори, като се подразбира тематиката на художествените литературни произведения, или формата, стилистика, начина, по който е структуриран литературният текст. И двете конотации са условни и наложени повече заради общата речева семиотика, но не отговарят на ранжирането, или дефинитивно чистото класифициране на литературните текстове. Това е свързано именно с развитието на употребата на термина „жанр“, като наложен предимно за музикалносценичните произведения, а след това преминал към всички области на изкуствата.
Като подвид (или разновидност) за групиране на литературни и музикални произведения често се използва и терминът форма, като под него се разбира продължителността (или дължината) на съответното произведение. Като най-обща подялба се приемат съществуването на 3 форми – кратки, обстойни (средни, умерено продължителни) и дълги (големи, продължителни – в музиката, или дълги и разширено описателни – в литературата). При това често тези нива на йерархия се заместват с обозначние като „кратки жанрове“ или „пространни жанрове“, вместо „кратки форми“ и „пространни форми“.

### Епос
- Пространни (дълги) форми:
  - Роман
  - Повест
  - Пространно житие
  - Пространна легенда
- Умерени (средни, обстойни) форми:
  - Кратка повест
  - Голяма (дълга, пространна) новела
  - Легенда
  - Епопея
  - Житие
- Къси (кратки) форми:
  - Новела или Кратка новела
  - Разказ
  - Есе
  - Идилия
  - Приказка
  - Анекдот (смешка, виц)

### Лирика
- Ода
- Сонет
- Елегия
- Химн
- Еклога
- Епиталамий
- Дитирамб
- Мадригал
- Канцона
- Поема
- Балада
- Лирическа миниатюра
- Песен
- Стихотворение
- Епиграма
- Епитафия
- Хайку

### Драма
- Сатира
- Комедия
- Трагедия
- Трагикомедия

## В публичната реч, науката, философията
- Публицистика и Научна литература
  - Публицистичен труд
  - Литературен труд
  - Научен / Философски труд
  - Дисертация
  - Доклад, Реферат, Научна теза
  - Учебник (Сборник с текстови и графични изложения, наричани уроци)
  - Реч, Есе, Анотация, Тезис
- Документалистика
  - Художествена, литературна документалистика
  - Архивна и класификационна документалистика
  - Научна и образователна документалистика и архивистика

Тъй като езикът на публичната и научната реч са в естествена симбиоза, разделянето им е условно, и понякога не особено точно. Според тривиалните възгледи, групирането на публицистиката, документалистиката и разследващата журналистика в общ жанр най-често е свързано с литаратурата (текстови материали) и с мултимедийни творби (кино, тв, радио, интернет) – публицистични, образователни и научни филми, като към тях се добавят и филми с разследваща тематика.
Отделянето на публичната и научна реч от художествената литература е по причина на общоприетата представа за литература, като семиотично обвързана с художествена литература.
Затова мястото на документалистиката е нееднозначно прието, дали трябва да е при научните литературни жанрове, или към журналистиката, заради близостта с разследващата журналистика и информационната систематизация и класификация, каквато съществува принципно в журналистическата практика. Приема се, че като отделни научни области, публицистиката, документалистиката и журналистиката, могат да се третират, като обща голяма литературна (и изобщо творческа) група, отличаваща се с търсене на обективната истина, фактология и/или достоверност в текстовете. Такава групировка в разговорния език често се етикетира като научно и публицистично творчество.

## В журналистиката
За журналистически жанр в българското общуване се говори предимно като професионален жаргон, а не като общоприета норма. Общоприетото е да се разискват различни видове журналистически теми, похвати, материали, начини на представяне на текстова, визуална (графична, фото, видео) и звукова (аудио, гласова) информация. Най-често те се групират така, че да следват най-разпространените похвати за ранжиране, съхраняване и използвани в съвременните комуникационни и аудиовизуални средства за обработка на информация (електронни носители на данни).
Въпреки че не е правилно класифицирането на журналистически творби, която се прави в зависимост от начина на представяне на информация, да се нарича жанр, това делене често се приема като основна жанрова класификация за журналистика, и в разговорната реч.
- Тип журналистика, според начин на представяне
  - Журналистическа преса – печатна (текстова) журналистика (вестници, списания)
  - Радиожурналистика – гласова (звукова, аудио) журналистика (радиопредавания)
  - Телевизионна журналистика – аудиовизуална журналистика (телевизионни предавания и продукции)
  - Интерактивна (мултимедийна) журналистика – журналистиката в мрежова комуникационна среда (интернет, интранет), съчетаваща всички форми за отправяне на послания с възможността за пряка комуникация с рецепиентите (представители на публиката)

Според тематиката и обхвата на журналистическия подход най-познатите групирания са:

### Обществена и информационна
Журналистическите творби (наричани на професионален жаргон журналистически материали) се класифицират в следните групи:
- Информационни и информационноаналитични: Могат да бъдат кратки и разширени, обзорни, серийни. систематични и др. Стремежът при тях е да бъдат максимално безпристрастни, или ако се демонстрира отношение към събитието (събитията), то трябва да е максимално защитено с представяни факти – жаргонно е популярен като „новинарски жанр“
  - Хроника
  - Репортаж
  - Рубрика
  - Новина (вест, разширено съобщение)
- Описателни: Те могат да са аналитични, разследващи, критични, похвални. Описателните журналистически материали, почти винаги застъпват авторски възглед по обществено значима тема и са обект на съвременната публицистика, третирана като журналистически жанр.
  - Статия
  - Очерк
  - Интервю
  - Публицистично есе
  - Фейлетон
  - Памфлет
  - Дописка
- Кратки съобщения: Това са информации, свързани с кратки обяви, уточнения, корекции, покани за срещи и диспути, и др.
  - Съобщение (кратко съобщение)
  - Обява, кратка текстова (текстововизуална, аудиовизуална) реклама
  - Бележка
  - и др. под.

Първоначално материалите от този вид не се възприемат като обект на журналистиката, а като посреднически форми за разпространяване на частна и служебна информация. През шейсетте и седемдесетте години на миналия век, (първоначално във Великобритания и САЩ) започва усилено създаване на специализирана „преса“, която издава периодика, базирана само на такива материали, затова ангажираните с публикуването им, започват да участват в редактиране и систематизиране на такива материали. Самото редактиране и систематизиране довежда до създаване на своеобразни стилистики, които биват окачествявани като редакционна политика а самите редактори, вече са посредници-медиатори, с предимно езиково образование (лингвистика, филология, журналистика). По тази причина – кратките обяви, реклами, съобщения и тяхната систематизация се категоризират, като журналистически жанр. От друга гледна точка, тези материали са част от инструментариума на рекламата и връзките с обществеността (познато под ненужното терминологизиране като паблик рилейшън/с/ или отмиращия термин масови комуникации, който се възприема като термин, въведен в употреба през „социалистическата епоха“.)
От началото на деветдесетте и след началото на 21 век, този тип журналистика постепенно е заменена с разширено представяне с мултимедийни похвати, които най-често се обозначават с „пазарна информация“ (телевизионни пазари, интерактивни магазини (интернет, гласови поръчки), терминологизирано като медиен мърчандайзинг (оригиналният мърчайдайзинг е разпространение на рекламни сувенири и рекламни печатни материали, както и дрехи и аксесоари, носещи фирмено лого)) 
Напоследък се забелязва сливането на рекламата с възприеманата като жълта (несериозна, клюкарска) „журналистика“ и преход към по-отбрано, минималистично и некичозно представяне на информация свързана с мода, начин на живот и етикетирането ѝ като „светска хроника“, „лайфстайл журналистика“, „развлекателна журналистика“ и други подобни.
- Светска (или лайфстайл) журналистика
  - Светска „хроника“ (светски репортажи, информации, анонси и др.)
  - Модна журналистика (облекла, бижута, аксесоари, стайлинг (моден стил, тенденция, вкус))
  - Лайфстайл журналистика (здраве, фитнес, хранене, диети, аутлук (поддържане на външен вид), козметика и др.) Понякога под „лайфстайл журналистика“ се подразбира ъмбрела термин за всички светски направления, включително мода, козметика, бит, социални и светски развлечения, а не само здравословния и/или социален начин на живот.

### Спортна журналистика
- Спортната журналистика се развива предимно в три направления
  - Спортни новини и информация
  - Спортни репортажи, коментари, анализи
  - Пряко отразяване (излъчване, коментиране и аудио/видеозаснемане) на спортни състезания

Заради близостта на спортните събития и връзката им с високо ниво на забавление, някои медийни анализатори включват към спортните тематики и игри с неспортен и развлекателен характер (дори хазартни игри, или т.нар. игри на щастието), но това по същество не е свързано с журналистически похвати или умения, дотолкова, доколкото отразяването на такива игри или тяхното провеждане е по-скоро обективизирано от интереса към тях, с цел развлечение (ентъртейнмънт), което е свързано с творчески похвати от драматургично, продуцентско и други артистични нива. Въпреки тази бележка, все по-често спортната журналистика се обединява с репортажи или пряко ТВ-излъчване (или текстово/гласово отразяване) на неспортни развлекателни забавления.

## В музиката
Жанр – вид музикално произведение, което е носител на типизираното съдържание и е възникнало при определени социокултурни условия, във връзка с явленията и тенденциите в съответната епоха с нейната музикална практика. Анализът на жанровите средства и индентифицирането на жанровите белези разкрива както съдържателната страна на музикалната творба, така и динамизма на музикалноисторическия процес.
- Симфония
- Концерт
- Дивертименто
- Токата
- Фуга
- Опера
- Оперета
- Мюзикъл
- Джаз
- Рок
- Рап
- Поп
- Хип-хоп
- Дъбстеп
- Хаус
- Метъл
- Техно
- Народна музика
- Фолклорна музика

и други
Въпреки голямото многообразие и смесване на различни музикални похвати, в съвременното музикознание се дискутират три (или четири) основни тематични рода (или базови жанра) музициране или типове музика.

### Арт музика
- Арт музика
  - Антична, Средновековна и Класическа
    - Антична музика
    - Средновековна музика
    - Предкласика (докласика)
    - Барокова музика
    - Същинска класика (класицизъм)
    - Ренесансова музика
    - Съвременна арт музика

  - Симфонична
    - Симфонии, Сонати
    - Сюити (сюитна музика), прелюдии
    - Оратории, кантати

  - Музикалносценична и концертна (оркестрова, камерна и солова)
    - Оперна и оперетна, включително симфонични увертюри
    - Балетна музика
    - Концертна (арт) музика

  - Тържествена, представителна (парадна и маршова)
    - Светска, Гражданска
    - Парадна, Военна музика
    - Църковна (християнска, литургична) музика и Хорово пеене
      - Църковно хорово и солово пеене и църковна музика
      - Светско хорово и солово пеене (акапела)

В зависимост от възгледите на различни музикални школи в „глобалната родова класификация“ на арт музиката се добавя и съвременната джазова музика, Но разногласията са твърде големи, тъй като някои държат на мнението, че джазовата музика във всичките ѝ форми е по-скоро популярна музика, докато други наблягат на това, че е най-сериозната и трудна за изпълнение популярна музика, затова би трябвало да се числи към арт музиката. Първоначалния компромис, направен към края на осемдесетте и деветдесетте е, да се раздели джазовата музика на популярен джаз, който да е събситуиран към популарната музика, а класическия джаз, от зората на неговото създаване, както и експериментални течения да се причисляват към сериозната музика. След началото на XXI век, най-приемливия възглед е, че джазът трябва да се третира като четвърти, самостоен род музициране, или четвърта голяма група (или музикален род). Тази теза все още продължава да бъде оспорвана и неприемлива, предимно в средите на творците и изпълнителите на класическа музика.

### Популярна музика
- Популярна музика
  - Джазова музика (Популярен джаз)
  - Поп музика
  - Рок музика
  - Съвременна фолклорна и етническа музика
  - Смесени стилове от основните 4 жанра популярна музика (джаз, рок, поп, съвременен фолк)

### Традиционна (фолклорна, народна и етническа) музика
- Традиционна музика (Фолклор, Народна. Етническа)
  - Фолклорна музика – традиционна за група от етноси и народи със сходни и/или общи музикалнотематични похвати при музициране
    - Славянска фолклорна музика, Славянски фолклор
    - Балкански фолклор (фолклорна музика)
    - Скандинавски фолклор
    - и др.

  - Автентична народна музика – традиционна за нация, народ, или общност, представляваща население на една страна, исторически дитерминирана като народ на дадена страна.
    - Българска народна музика (или Автентичен български фолклор)
    - Румънска народна музика (или Румънски фолклор)
    - Унгарска народна музика
    - и т.н.

  - Етническа музика – традиционна музика на етнос, най-малката представителна общност от хора, говорещи общ език и споделящи унифицирна битова и културна идентичност, без значение, коя е страната в която живеят.
    - Ромска (циганска) фолклорна музика („ча̀лга“, „чалгѝя“, „башалипѐ“, „джубу̀ш/джумбю̀ш/джимбю̀ш/джимбѝш манилѐ“)
    - Гагаузка народна музика (дубрѐк/джубрѐк – бубрѐк/губрѐк)
    - Влашка (румънска) етномузика (манѐа-не / манѐа-ле – > манѐле)
    - и т.н.

### Джаз
В края на двайсети век, когато се въвежда понятието Арт музика, което заменя дотогавашното „Сериозна музика“ или „Високохудожествена музика“, джазовата музика все по-често започва да се разделя на две подгрупи, като едната група се счита за „съвместима“ с арт музиката, а другата, която е по-хармонично приближена до подстиловете на попмузиката (или е смесица от джаз и друг стил) се счита за популярен джаз. По тази причина доста музикални критици приемат като компромисно решение, че джазовата музика е четвърти базов (родовоопределящ) музикален стил, наред с артмузиката, популярната и традиционната музика. Така се избягват ненужните спорове джазът, част от популярната музика ли е, или е част от арт-а.
- Джазова музика
  - Арт джаз (или само Джаз)
  - Популярен джаз (като общоприет жанр в популярната музика)
  - Световна музика (World music)
  - Експериментален джаз (или Експериментална музика)

World music е доста уклончиво етикетиране, но в общи линии, това е подобен на популярния и (или) експериментален джаз похват на музициране, при което се смесват стилове от традиционна музика, класика и джаз, в кратки или разширени музикални произведения. Някои музикални критици приемат това смесване за вариант на експерименталния джаз, а не като отделно течение, но други държат на разликата, че при Световната музика не се набляга на музикалния експеримент, а се търсят сходства при различни музикални култури.

## В киното

### Игрално кино
- драма
  - Любовна драма
  - Мелодрама
  - Военна драма
  - Медицинска драма
  - Социална драма

- комедия
  - Романтична комедия, Любовна комедия, Еротична комедия ...
  - Криминална комедия, Екшън комедия, Полицейска комедия ...
  - Фантасична комедия, Фентъзи комедия
  - Филм пародия (филмова пародия, кинопародия)
  - Сатирични филми (киносатира, филмова сатира)

- Филмова трагикомедия (новоназоваване – Драмедия, Драма и комедия)
  - Военна трагикомедия
  - Социална трагикомедия
  - Любовна трагикомедия
  - Черна комедия (Black comedy)

- Мюзикъл, Музикален филм, Киномюзикъл
  - Джаз мюзикъл, Рок мюзикъл (и друг съответен музикалния жанр)
  - Танцов мюзикъл
  - Фолклорен мюзикъл
  - Филмова Рок-опера

Понякога стилистичните похвати в киното, телевизията и музикално-сценичните творби също биват наричани жанрове.
Не особено коректен е и терминът „изразни форми“, но най-характерно е употребата на жанр, за стилистиката, конкретизирана и с тематика:
- Фантастика и приключения
  - Научна фантастика
  - Утопия (утопична фантастика) или антиутопия
  - Ненаучна фантастика (фентъзи)
  - Мистика (мистерии, мистична фантастика (или фентъзи))
  - Фентъзи (или приказна фантастика, окултна фантастика, фантастика, свързана с описване на „паранормалното“ и „свръхестественото“)

- Филми на ужасите, екшън и криминално кино (обединени с английския термин Pulp Fiction)
  - Хорър филми
  - Трилър
  - Екшън филми
  - Гангстерски филми
  - Уестърн филми
  - Криминални (крими, детективски) филми

### Анимационно и анимационно-игрално кино
Жанровете в анимационното кино отчасти се припокриват с игралното кино, като най-често са категоризирани като фантастика и фентъзи, тъй като преобладаващата анимационна продукция е предназначена за детската аудитория.
- Детска анимация
- Анимация за възрастни
- Експерименмтална (новаторска) анимация

и др.

### Детско и юношеско кино
Този жанр най-често се разглежда като част от семейното кино или семейните кино- и ТВ филми. Няма ясна категорийност и различните школи поставят различни акценти за групиране по сюжет, тематика, като отчасти се припокриват с някои от жанровете в класическото игрално кино. Липсата на яснота се прави с цел да не се накърняват усещанията на децата, тъй като някои филми се третират със сериозно отношение от децата, макар като авторски замисъл и концепция да са комедии, или да пораждат усмивки у възрастните зрители.

### Документално, документалноигрално, научно, научнопопулярно и образователно кино
Това е широк интердисциплинарен жанр на кинотворчество, в което се включва голямо разнообразие от тематики, също групируеми в различни поджанрови класификации.
Обособени са следните групи:
- Документално и научно (научнопопулярно) кино
  - Документално и документалноигрални кино
    - Документални филми за исторически събития
    - Исторически игралнодокументални филми
    - Филми за разследвания на събития от съвремието

  - Научни филми свързани с научни постижения в областта на техниката, астронавтиката, информатиката и други инженерни и математически научни области
    - Медицински и здравни филми (включително здравословен начин на живот – физическа култура, спорт, хранене и др.); генетика и генно инженерство
    - Филми за космически изследвания, астрономия, астронавтика, аеронавтика (Hi-tech научни постижения)
    - Филми за технология, техника, инженеринг, строителство, проектиране и др. (битов и промишлен инженеринг, проектиране и изпълнение на интериорен и екстериорен дизайн)

  - Научни филми, проследяващи развитие или конкретно постижение в научна област
- Образователно кино (научнопопулярни, природонаучни) филми
  - Природнонаучни филми (за животни, растения, биология, ботаника, геология, природна география и др.под. теми)
  - Филми за пътешествия, туризъм, природоописание; политикономическа и етносоциална география и др.под.
  - Филми за съвременния бит, социум и начин на живот.
  - Образователни филми и ТВ-курсови програми, свързани с образование, в които се използват сценарни (драматургични) похвати, типични за филмов сюжет.

## Критика
1. Съществуват изкуствоведи, които не приемат употребата на генерализацията „жанр“, като концептуална терминология и смятат, че във всяко изкуство трябва да се използват само точни терминологични определения, като тематика, стилистика, форма и т.н.
2. Употребата на „жанр“ за научни произведения е спорно.
3. Употребата на „жанр“, като заместващо име на научна област или основна дисциплина е абсолютно неправилно. Примерно: „литературата като жанр“, или „киното като жанр“, или често срещаното – „Фотографията, като жанр на визуалните изкуства“ са напълно недопустими и неправилни изрази.
4. Съвременната драматургия на радио и телевизионни предавания, както и многообразието от тематики, често води до използване на думата жанр, като заместител на стилистичен похват за драматургия, и/или композиция на предавания. Въпреки че е нелогично и неправилно, възприето е да се говори за тип предавания, като за телевизионни жанрове. (Например: „магазинни предавания“, „токшоу“-та, „сапунени сериали“ и т.н. – всички посочени се назовават „различни телевизионни жанрове“, което е твърде неточно и подвеждащо.)